# Hamed Gohar
Hamed Abdel Fattah Gohar (arabisch حامد عبد الفتاح جوهر, DMG Ḥāmid ʿAbd al-Fattāḥ Ǧawhar; * 1907 in Kairo; † 1992) war ein ägyptischer Meereswissenschaftler. Er gilt als Pionier der Meeresforschung im ganzen arabischen Raum. In Ägypten ist er als „König vom Roten Meer“ bekannt.

## Leben und Studium
Hamed Gohar wurde 1907 in Kairo geboren. Er besuchte die islamische Wohlfahrtsschule und schloss dort sein Grund- und Realstudium ab. Er besuchte dann die Königsschule und erlangte dort das Baccalauréat. 1925 besuchte er die Fakultät für Naturwissenschaften an der Ägyptischen Universität (später: Universität Kairo). 1926 schloss er sein Studium mit dem Ehrengrad ab und arbeitete in der Abteilung für Tierbiologie als wissenschaftlicher Assistent.

## Forschungen
1931 reichte er seine erste Magisterarbeit über die Histologie der endokrinen Drüse bei den Hasen ein.
In den 1930er Jahren hat Hamed Gohar die ersten umfangreichen meeresbiologischen Studien in Ägypten und dem arabischen Raum initiiert. Von 1931 bis 1939 forschte er zur Korallengattung Xenia im Roten Meer. 1934 publizierte er eine Studie im britischen Journal Nature über die „Partnerschaft zwischen Fischen und Seeanemonen“ und die Zusammenarbeit zwischen den Clownfischen und Anemonen beim Fangen von gemeinsamer Beute. Gohar meinte, das Betrachten von diesem Phänomen sei nachher ein Hobby der Unterwasserfotografen geworden. Gohar konnte 1942 die weitere Existenz der letztmals 100 Jahre zuvor nachgewiesenen und als Dugong (Seekuh, auch mythisch: Nixe) bekannten Meeressäuger verifizieren. Bevor Gohar über einen Zeitraum von 14 Jahren im Sand von Hurghada Überreste von den Schädeln der Dugongs gefunden hatte, galten die Meeresmammalia im Roten Meer als vermutlich ausgestorben. Weil Gohar sich dieser Sache mit Hingabe gewidmet hatte, schrieb ein Journalist einmal, dass „Gohar mit einer Nixe verheiratet ist“. Gohar aber meinte, er habe doch sein „ganzes Leben dem Meer selbst gewidmet“. Er lebte 25 Jahre in der Station für Meeresbiologie (heute: Nationales Institut für Meereskunde) in Hurghada. Sie war für 30 Jahre die einzige meeresbiologische Station an der Küste des Roten Meeres. Gohar erinnert sich genau an den Zeitpunkt, als er zum ersten Mal dort war: „Es war der 5. Juni 1931. Es überwältigte mich eine Dauerliebe zu den Korallenriffen“, sagte er.

## Ämter
- 1929 Assistent an der naturwissenschaftlichen Fakultät der Universität Kairo.
- 1934 Vizedirektor und dann 40 Jahre lang Direktor der Station für Meeresbiologie in Hurghada. Er errichtete dort das Meeresmuseum von Hurghada, das eine große Menge seltener Fischarten und Meerespflanzen enthält.
- Seit 1946 Lehrer er an der Abteilung für Meereskunde an der Naturwissenschaftlichen Fakultät der Universität Kairo.
- Von 1956 bis 1958 arbeitete er als wissenschaftlicher Berater des Generalsekretärs der UNO für Meereskunde.
- 7. Oktober 1959 Mitglied des Gremiums für Meereskunde in Indien.
- Seit 1970 Berater für wissenschaftliche und technologische Angelegenheiten bei der Arabischen Liga.
- Seit 1973 Mitglied der Akademie der Arabischen Sprache. Er war ein Mitverfasser einiger Lexika, die die Gesellschaft herausgegeben hat. Sein wichtigster Beitrag erschien im Lexikon für Biologie, die Arbeit daran dauerte acht Jahre (1976–1984).
- Er vertrat Ägypten bei der internationalen Konferenz für Atommüllentsorgung in Monaco.
- Er war Berater für das ägyptische Ministerium für wissenschaftliche Forschungen.

## Die Fernsehsendung „Die Meereswelt“
Hamed Gohar hat mit wöchentlichen Fernsehsendung Die Meereswelt über einen Zeitraum von 18 Jahren von 1973 bis 1992 die wunderschöne Unterwasserwelt und die verschiedenen Lebensphasen der Meerestiere in einer spannenden Form dargestellt. Nach seinem Tod wurde die Sendung von einem anderen Meereswissenschaftler kurz übernommen, jedoch wurde sie später aus dem Programm genommen und nie wieder ausgestrahlt.